# Mordecai Roshwald

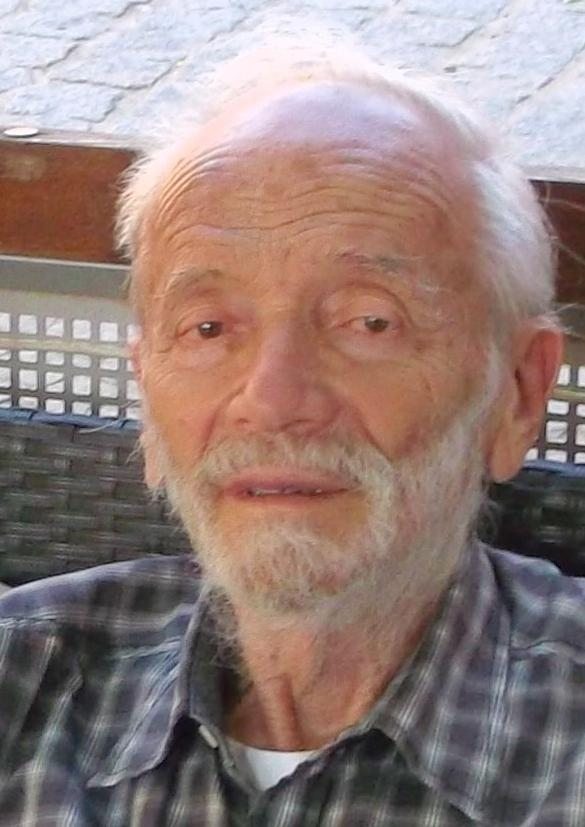
Mordecai Roshwald (2012)

Mordecai Marceli Roshwald (geboren am 26. Mai 1921 in Drohobycz, Polen, heute Ukraine; gestorben am 19. März 2015 in Silver Spring, Maryland) war ein amerikanischer Sozialwissenschaftler und Schriftsteller, bekannt vor allem durch seinen Science-Fiction-Roman Level 7 von 1959. Als Sozialwissenschaftler arbeitete er hauptsächlich auf den Gebieten der Politikwissenschaft, der politischen Philosophie und der Religionswissenschaft.

## Leben
Roshwald wurde als Sohn von Abraham Leib Roshwald, einem Händler und Beamten, und von Sidonia Feuer in Drohobycz geboren, damals in der polnischen Woiwodschaft Lwów. Er besuchte eine jüdische Privatschule in Lemberg und emigrierte 1934 nach Israel, wo er eine orthodoxe Schule in Tel Aviv besuchte. Anschließend studierte er an der Hebräischen Universität in Jerusalem, wo er 1942 den Bachelor erwarb und 1947 in Philosophie promovierte. 1945 heiratete er Miriam Wyszynski, mit der er einen Sohn hatte und die zugleich Koautorin seiner Moses-Biographie Moses: Leader, Prophet, Man (1969) war. Nach seinem Studium war er zunächst Dozent für politische Theorie am Israel Institute of Public Administration und ab 1951 an der Hebräischen Universität. 1955 übersiedelte er in die USA, wo er von 1956 bis 1957 politische Theorie am Brooklyn College unterrichtete. Ab 1957 war er Professor für Soziale und Politische Philosophie an der University of Minnesota. Zwischendurch war er Gastprofessor in Israel (Technion), England (University of Bath) und Kanada (Simon Fraser University). 1962 und 1963 erhielt er den McKnight Foundation Award der University of Minnesota. Als sein Hauptwerk gilt die 1999 erschienene Monographie The transient and the absolute.
Über akademische Kreise hinaus bekannt wurde Roshwald jedoch in erster Linie durch Level 7 (deutsch unter dem Titel Das Ultimatum), einen 1959 erschienenen Roman einer apokalyptischen Zukunft, in der die Welt durch einen globalen Nuklearkrieg zerstört wird, vor dem es keinen Schutz gibt, auch nicht auf dem in 1300 Meter Tiefe gelegenen, titelgebenden Level 7, einem Atombunker, in dem eine kleine Gruppe die Auslöschung der Menschheit und die radioaktive Verseuchung der Erdoberfläche 500 Jahre lang überleben soll. 2004 erschien eine erweiterte Ausgabe mit der ursprünglichen Rahmenhandlung, in der Marsianer Jahrtausende später das Manuskript des Protagonisten unter den Resten des Bunkers finden. Level 7 wurde in 14 Sprachen übersetzt und fand die Anerkennung von Bertrand Russell, J. B. Priestley und Linus Pauling.
Der zweite, 1962 veröffentlichte Roman A Small Armageddon, behandelt ebenfalls ein Szenario des Kalten Kriegs und seiner möglichen Folgen, nun aber satirisch und an Bord eines Atom-U-Bootes. Über seine beiden apokalyptischen Romane schrieb Roshwald:

„I wrote Level 7 out of concern for the future of humanity. […] A Small Armageddon deals with a similar concern in a farcical manner: I was still concerned writing it, but I needed a relaxation.“

„Ich schrieb Level 7 aus Besorgnis über die Zukunft der Menschheit. […] A Small Armageddon behandelt dieselbe Sorge in Form einer Farce: Ich war noch immer besorgt, als ich es schrieb, brauchte aber eine Entspannung.“

2008 trug Roshwald das Thema des nuklearen Armageddons dann auf die diskursive Ebene, indem er in Dreams and Nightmares: Science and Technology in Myth and Fiction die Romane Level 7 und Millers Lobgesang auf Leibowitz einander gegenüberstellte.

## Bibliografie
Romane
- Level 7 (1959)
  - Deutsch: Das Ultimatum. Goldmanns Zukunftsromane #27, 1962.
- A Small Armageddon (1962)
- Les Mutinés du «Polar Lion» (1963, mit Élisabeth Gille, französische Originalausgabe)

Sachliteratur
- Humanism in practice (1947, englische Übersetzung 1955)
- Political parties and social classes in Israel (1956)
- Moses : leader, prophet, man; the story of Moses and his image through the ages (1969, mit Miriam Roshwald)
- Marginal Jewish sects in Israel (1973)
- Moses : the ideal of a leader (1989)
- Modern technology : the promise and the menace (1997)
- The transient and the absolute : an interpretation of the human condition and of human endeavor (1999)
- Liberty : its meaning and scope (2000)
- The half-truths by which we live (2006)
- Biblical revisions and para-biblical visions (2008)
- Dreams and Nightmares: Science and Technology in Myth and Fiction (2008)
- Paths through mankind’s perplexities (2008)